# Hamish Carter
Hamish Carter (n. 28 aprilie 1971, Auckland, Noua Zeelandă) este un triatlonist ce a reprezentat Noua Zeelandă, medaliat olimpic. A participat la 2 ediții ale Jocurilor Olimpice (2000, 2004) în care a câștigat o medalie de aur.